# Paurngaut
Paurngaut, tidigare benämnd Paugnang Island, är en ö i Kanada.   Den ligger i territoriet Nunavut, i den östra delen av landet, 2 500 km norr om huvudstaden Ottawa. Arean är 7,9 kvadratkilometer.
Terrängen på Paurngaut är kuperad. Öns högsta punkt är 663 meter över havet. Den sträcker sig 4,0 kilometer i nord-sydlig riktning, och 3,0 kilometer i öst-västlig riktning.